# Las horas contigo
Las horas contigo es una película dramática mexicana del 2014, dirigida y escrita por Catalina Aguilar Mastretta, y protagonizada por Cassandra Ciangherotti, María Rojo, Isela Vega, Arcelia Ramírez y Julio Bracho. El filme se centra en la relación entre una joven embarazada y su abuela. Tuvo su estreno en el Festival Internacional de Cine de Guadalajara, y ganó el Ariel a Mejor Coactuación Femenina en 2015.

## Argumento
El mismo día en que descubre que está embarazada, Ema se entera de que su abuela, "abu", está gravemente enferma. Al ir a su casa a acompañarla, deberá también convivir con su madre, Julieta, una famosa cantante.

## Reparto
- Cassandra Ciangherotti - Ema
- María Rojo - Julieta
- Isela Vega- Abu
- Arcelia Ramírez - Isabel
- Julio Bracho - Pablo
- Evangelina Martínez - Juanita
- Iasabela Camil - Amanda
- Pablo Cruz - Manuel

## Reconocimientos
| Premio                                         | Categoría                      | Nominaciones                  | Resultado |
| ---------------------------------------------- | ------------------------------ | ----------------------------- | --------- |
| Premio Ariel                                   | Mejor Actuación Femenina       | Cassandra Ciangherotti        | Nominada  |
| Premio Ariel                                   | Mejor Coactuación Femenina     | Isela Vega                    | Ganadora  |
| Premio Ariel                                   | Mejor Ópera Prima              | Catalina Aguilar Mastretta    | Nominada  |
| Festival Internacional de Cine de Guadalajara  | Premio FIPRESCI                | Catalina Aguilar Mastretta    | Ganadora  |
| Diosas de Plata                                | Mejor Película                 | Roberto Sneider               | Nominado  |
| Diosas de Plata                                | Mejor Dirección                | Catalina Aguilar Mastretta    | Nominada  |
| Diosas de Plata                                | Mejor Actriz                   | Cassandra Ciangherotti        | Ganadora  |
| Diosas de Plata                                | Mejor Coactuación Femenina     | María Rojo                    | Nominada  |
| Diosas de Plata                                | Mejor Papel de Cuadro Femenino | Arcelia Ramírez               | Nominada  |
| Diosas de Plata                                | Mejor Papel de Cuadro Femenino | Isela Vega                    | Nominada  |
| Diosas de Plata                                | Ópera Prima                    | Catalina Aguilar Mastretta    | Nominada  |
| Diosas de Plata                                | Mejor Música                   | Víctor Hernández Stumpfhauser | Nominado  |
| Diosas de Plata                                | Mejor Guion                    | Catalina Aguilar Mastretta    | Nominada  |
| Festival Internacional de Cine de Palm Springs | Cine Latino Award              | Catalina Aguilar Mastretta    | Nominada  |